# Seleção Russa de Futsal Feminino
A Seleção Russa de Futsal Feminino é a seleção oficial de futebol de salão feminino da Rússia, e que tem como unidade organizadora a União de Futebol da Rússia, criada em 19 de janeiro de 1912.

## Estatísticas
| 2010  | Semi-finalista |
| 2011  | 4º lugar       |
| 2012  | 4º lugar       |
| 2013  | 3º lugar       |
| 2014  | 7º lugar       |
| 2015  | Vice-campeã    |
| Total | 6/6            |

| 2019  | 3º lugar |
| Total | 1/1      |